# Röttler Kirche

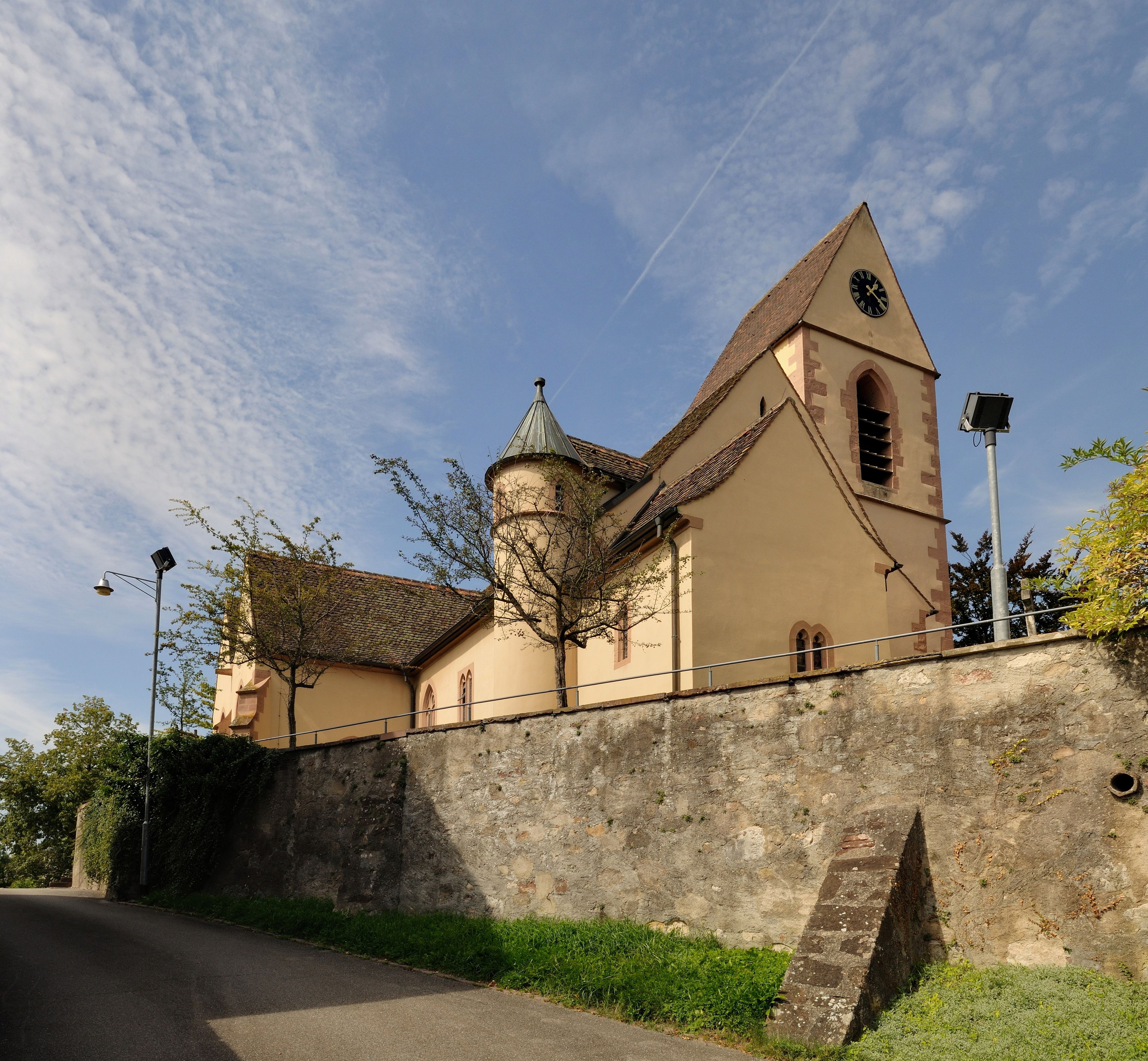
Röttler Kirche von Osten

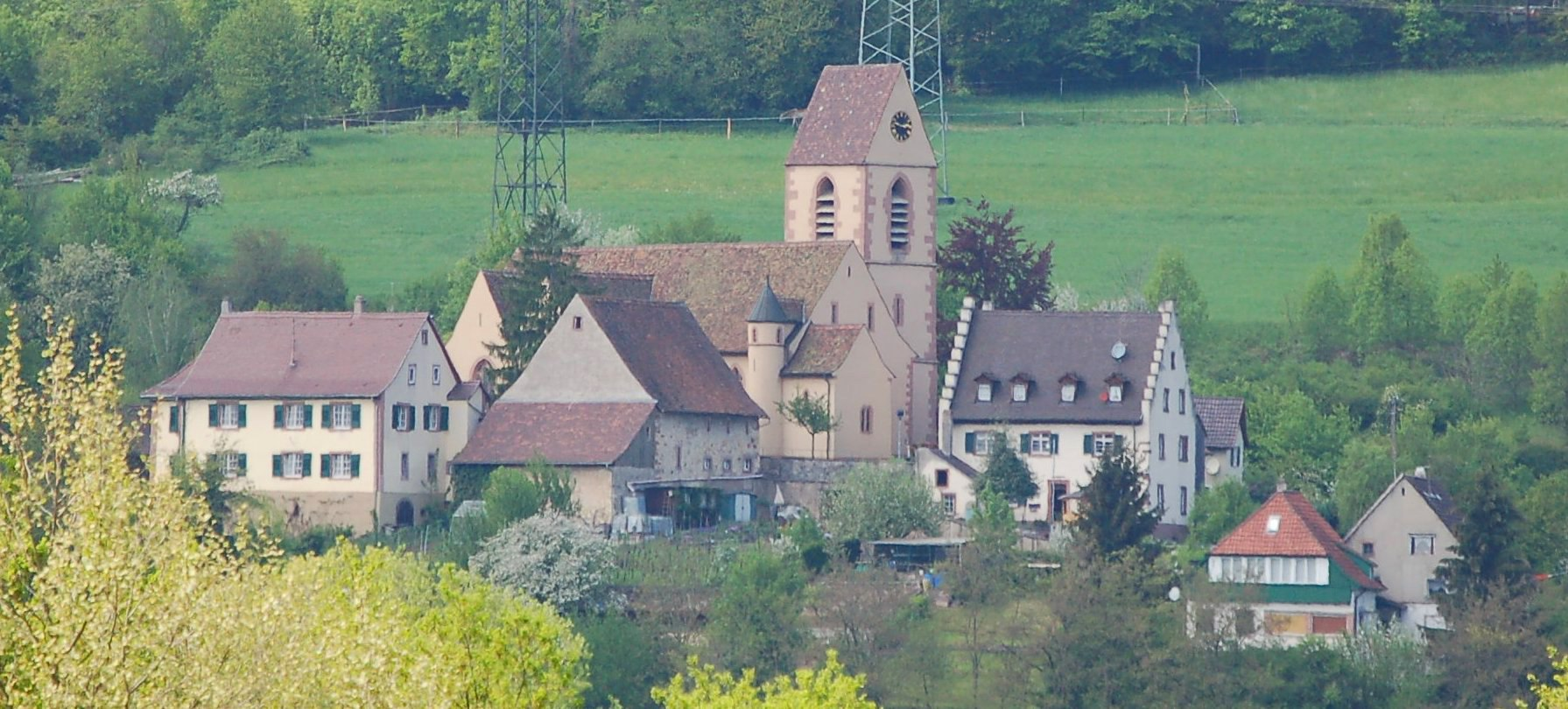
Röttler Kirche von Südosten

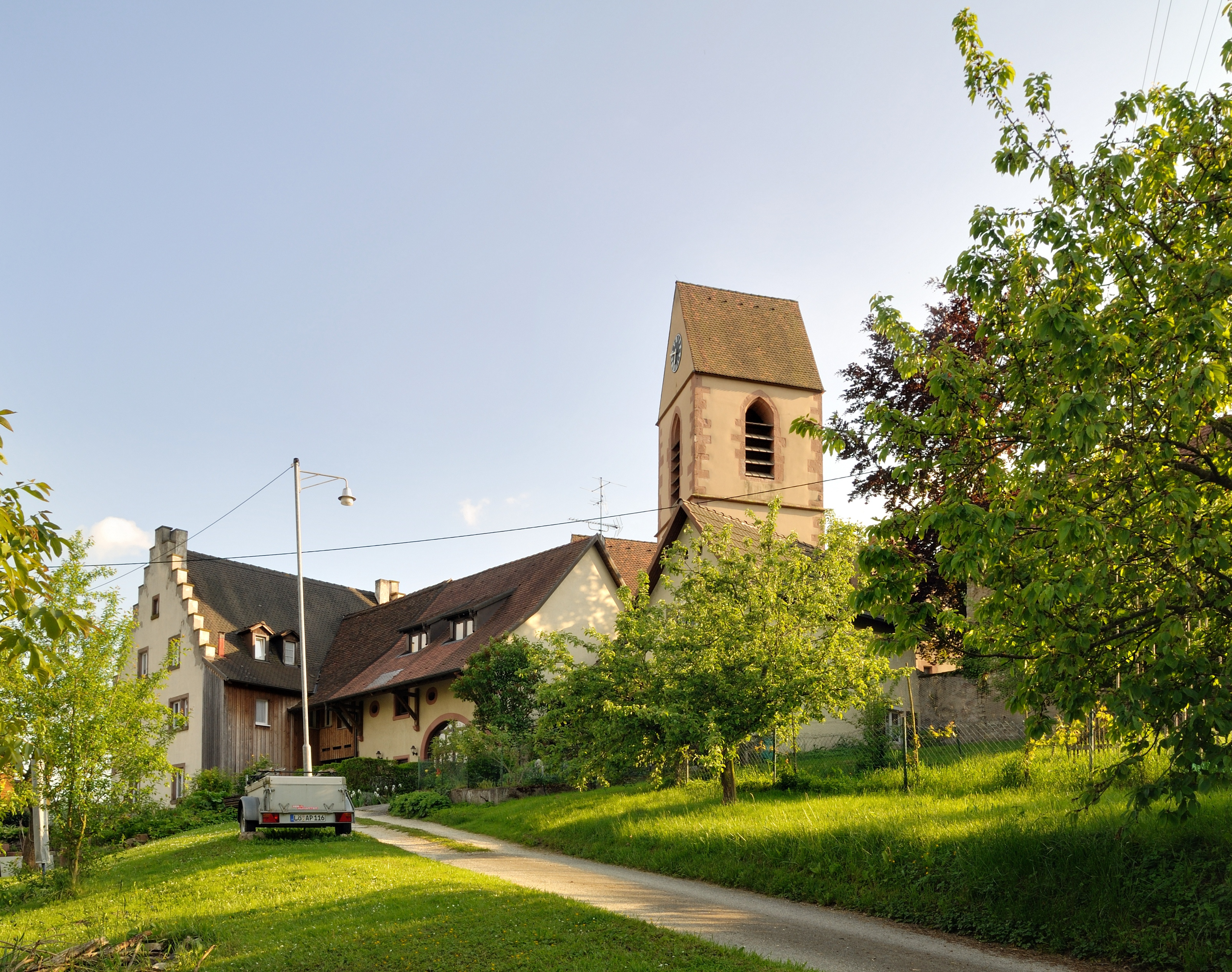
Evangelische Kirche im Weiler Rötteln von Norden gesehen

Die Röttler Kirche war sehr wahrscheinlich dem heiligen Gallus geweiht. Die evangelischen Gemeinden von Haagen und Tumringen, die von Beginn an zusammen mit dem Weiler Rötteln zum Kirchspiel Rötteln gehörten, halten dort für ihre rund 3000 Gläubigen die Gottesdienste. Mit der ersten Erwähnung im Jahr 751 und der Neuerrichtung 1401 ist sie älteste Kirche in Lörrach und Rötteln ältester Kirchenort im vorderen Wiesental. In der Kirche befindet sich eine Grabkapelle des Markgrafen Rudolf III. und seiner Gemahlin Anna. Die bemalten Grabplatten gehören zu den bedeutendsten Steinplastiken im südwestdeutschen Raum und besterhaltenen Zeugnissen spätgotischer Grabmalkunst. Die Röttler Kirche war 1556 und in den Folgejahren Ort mehrerer Synoden zur Einführung der Reformation im Markgräflerland und damit geistiger Mittelpunkt, weswegen ihr eine besondere historische Bedeutung zukommt.

## Geschichte

### Anfänge

Urkunde aus dem Jahr 751

Die älteste Beurkundung der Röttler Kirche ist in einem Dokument des Klosters St. Gallen vom 7. September 751 enthalten. Darin wird einem Ebo von Wahinhofen, dem heutigen Gut Wenkenhof in Riehen, und seiner Frau Odalsinde von einem Priester Landarius und elf Zeugen alle bewegliche und unbewegliche Habe „in Wahinhofen, Laidikofen und Bodinhofen einschließlich der hier wohnenden Leute, dazu auch einen Teil unserer Kirche in dem Ort, welcher genannt wird Raudinleim“ bestätigt. Weitere schriftliche Erwähnungen stammen aus dem Jahr 800 und vom 13. Oktober 898. In verschiedenen Schriften wird die Kirche als dem Heiligen Gallus geweiht erwähnt; Urkunden fehlen jedoch. Das ursprüngliche Patrozinium der früheren römisch-katholischen Röttler Kirche ist gänzlich unbekannt.
Auf den Grundmauern der durch das Basler Erdbeben 1356 zerstörten Vorgängerkirche ließ Markgraf Rudolf III. nach dem Wiederaufbau der Burg Rötteln eine neue, vergrößerte Kirche errichten, die wie ihre Vorgängerin die Funktion der Grabkirche übernehmen sollte. Dazu stattete er sie 1418 durch Pfründe besonders aus und wählte sie zu seiner Hauptkirche. Den Bedürfnissen der wachsenden Gemeinde wurde St. Gallus in der Folgezeit durch mehrere Anbauten gerecht. Im südlichen Winkel zwischen Kirchenschiff und Glockenturm ließ Rudolf IV. von 1479 bis 1482 eine geräumige Kapelle errichten. Die letzte Beisetzung fand 1503 mit der Urne von Philipp von Hachberg-Sausenberg, des letzten Hachberger Markgrafen, statt. Nach 1503 wurden jedoch weitere Bestattungen vorgenommen, die Leichen jedoch ohne Sarg mit Kalk bedeckt, was dafür spricht, dass es sich um Opfer einer Pestepidemie handelte.

### Rötteln zur Zeit der Reformation

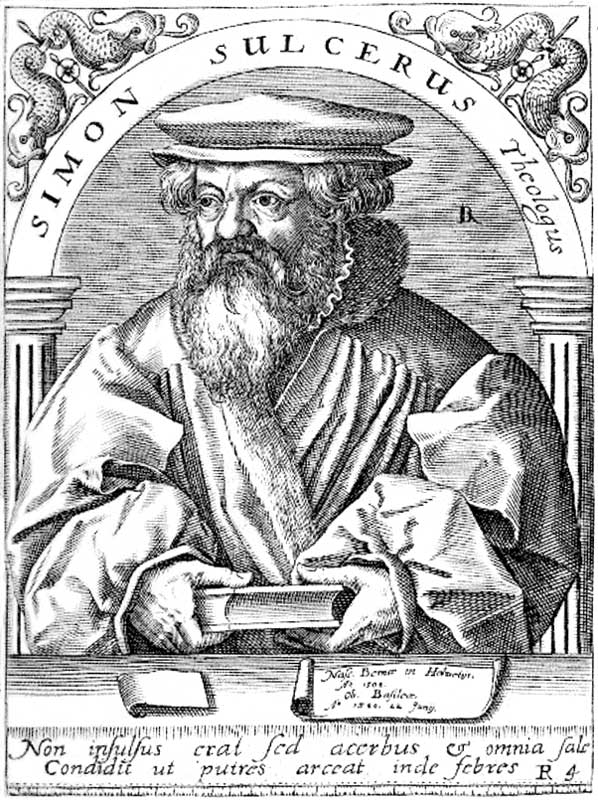
Simon Sulzer

Der Markgraf schloss sich 1556 der Reformation im Markgräflerland an. Die Röttler Kirche wurde den neuen Erfordernissen angepasst. Eine führende Rolle spielte dabei der Reformator und damalige Antistes am Basler Münster, Simon Sulzer. Durch das Studium von Martin Luthers und Philipp Melanchthons Werken wurde er leidenschaftlicher Anhänger von Luthers Abendmahlsauffassung. Im Konkordienstreit versuchte er als Zwinglianer zu vermitteln und stieß dabei auf großen Widerstand. Er wurde in Bern seines Amtes enthoben und ging nach Basel. Auch dort war er umstritten. Seine Reformationsbemühungen weiteten sich auf die Markgrafschaft Baden-Durlach aus, wo er zunächst in Lörrach aktiv wurde. Sulzer konnte sich den Augsburger Reichs- und Religionsfrieden vom 25. September 1555 zunutze machen, um den wegen der bedrohlichen österreichisch-katholischen Nachbarschaft zögerlichen Markgrafen zu überzeugen, am 21. Januar 1556 eine länger vakante Pfarrstelle in Lörrach mit dem ersten protestantischen Pfarrer, seinem Schwager Ulrich Koch, zu besetzen. Damit bereitete er die Reformation in der Markgrafschaft vor. Markgraf Karl II. ernannte Sulzer zum Generalsuperintendenten der Diözese Rötteln, Müllheim, Schopfheim und Hochberg.

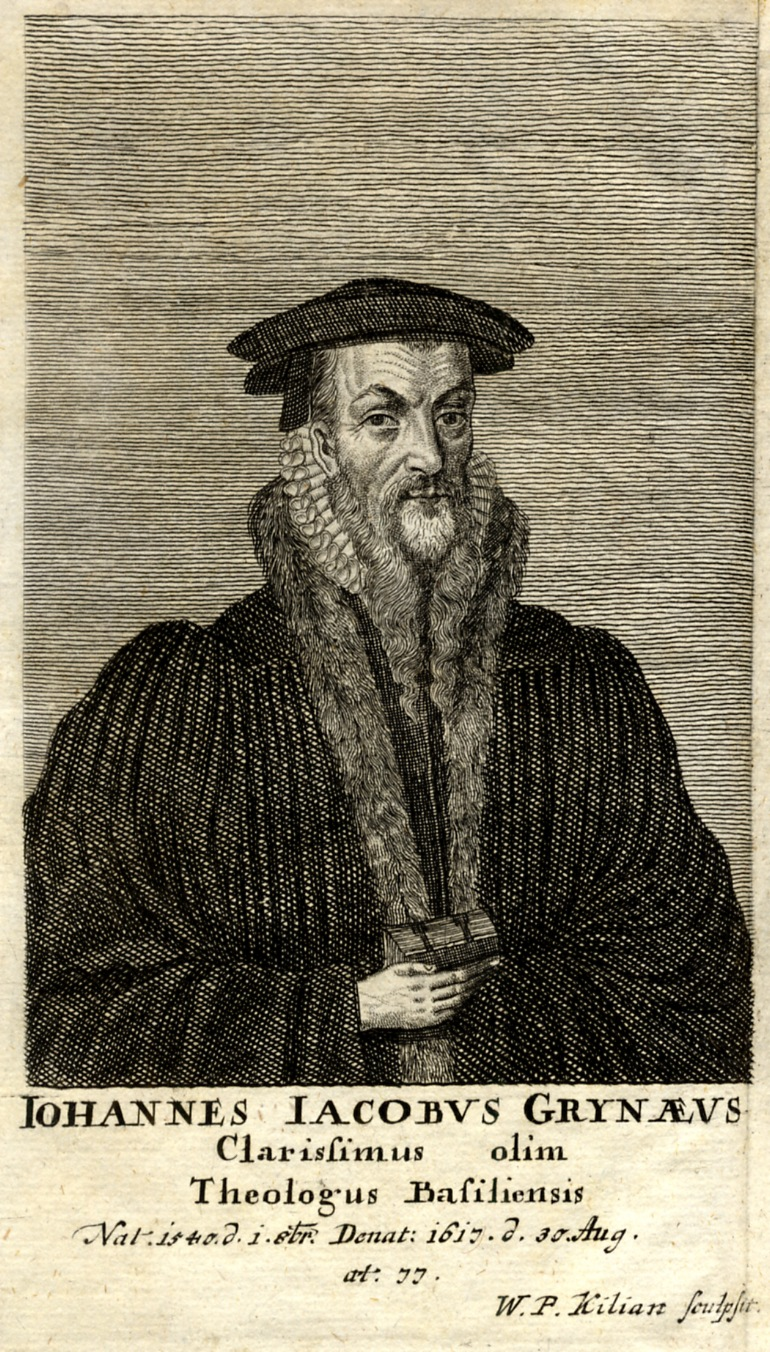
Johann Jakob Grynaeus

Am 14. und 15. März 1566 wurde in Rötteln die erste Synode unter dem Vorsitz von Sulzer und Landvogt Johann Albrecht von Anwyhl abgehalten. Es wurden Interpretationen verfasst, Theologiestudenten examiniert, Berichte über Schulen vorgetragen und Geistliche beurteilt. Einem Pfarrer aus Weil wurde verboten, den Kelch beim heiligen Abendmahl zu erheben, wie es nach katholischer Sitte üblich war. Pfarrer und Superintendent von Rötteln seit der Reformation war Thomas Grynaeus. Er blieb es bis zu seinem Tod 1564. Ihm folgte sein Sohn Johann Jakob Grynaeus, der sich im Gegensatz zu Sulzer zum Anhänger des reformierten helvetischen Bekenntnisses entwickelte.
In einer weiteren Synode 1577 kam es zum endgültigen Bruch zwischen dem Lutheraner Sulzer und dem Zwinglianer Grynaeus wegen der Konkordienformel. Am 18. November 1577 schrieb der Heidelberger Arzt und Schwiegervater Grynaeus’, Thomas Erastus:

„Im Röttler Handel tut Grynäus was er kann; er versteht das Geschäft und verachtet meinen Rat nicht. Ich treibe ihn an, so gut ich kann.“

Erastus war als streitbarer Nicht-Theologe eine der Triebfedern, die Grynaeus veranlassten, sich gegen die Konkordienformel zu stellen. Am 29. Oktober 1577 wurden alle Kirchendiener und Lehrer des Röttler Kreises einberufen, um sie die zwölf Punkte der Konkordienformel unterschreiben zu lassen. Durch die zwei Tage dauernde Vorlesung entbrannte der Streit zwischen den Gelehrten Grynaeus, Sulzer und Dürr, einem Mitstreiter Sulzers. Die teilnehmenden Lehrer und Geistlichen waren sich ebenfalls uneins, sodass die Angelegenheit bis zur nächsten Besprechung vertagt wurde. In der nächsten Zusammenkunft in Binzen entschieden sich die Anwesenden einstimmig, die Unterschrift zu leisten, allerdings mit Ausnahme der Anathematismen und des Artikels über das heilige Abendmahl. Etwa zehn Pfarrer verweigerten jedoch die Unterschrift ganz und zogen nach Basel, um sich über das weitere Vorgehen Rat einzuholen. Der Basler Rat verbot Sulzer, sich weiter einzumischen und untersagte ihm sogar den Besuch der Röttler Synode.
Die letzte Synode fand am 14. August 1578 in Rötteln mit Sulzer statt, um die Verweigerer zur Unterschrift zu bewegen. Die Synode schloss mit dem Begehren, die alte Kirchenordnung zu belassen und sich im Katechismus an die Augsburger Konfession zu halten. Insbesondere durch die Fürsprache des Basler Bürgermeisters Bonaventura Vonbrunn blieben die Unterschriftverweigerer von nachteiligen Folgen ihrer Haltung verschont.
Der über Jahre dauernde Konkordienstreit teilte auch die Basler in zwei Lager und ließ Sulzer Anhänger und Freunde verlieren, während Grynaeus nach dem Tod Sulzers 1585 als neuer Antistes am Basler Münster die Kirche zum reformierten Bekenntnis zurückführte.

### Seit dem 17. Jahrhundert
Während des Holländischen Krieges 1678 zerstörten französische Truppen das Dorf und die Burg Rötteln. Nur die Kirche und das Staffelgiebelhaus östlich davon überstanden den Brand.
Im 17. Jahrhundert wurde eine Empore eingebaut, um für die Gläubigen mehr Platz zu schaffen; die Fenster wurden vergrößert. Ein kleiner Dachreiter wurde 1734 auf das Satteldach des Glockenturms gesetzt. Dies könnte ein Versuch gewesen sein, die Röttler Kirche als Hauptkirche optisch besonders hervorzuheben. Allerdings muss der Dachreiter architektonisch als Fremdkörper gewirkt haben, so dass er spätestens 1790 wieder entfernt wurde. Bereits eine Kirchenvisite vom 3. August 1749 sprach von dem „unnötigerweise oben auf dem gesetzten Gipfel“.
1749 umfasste die Diözese Rötteln nach dem Protokollbuch der damaligen Kirchenvisitation 20 Pfarreien in Kleinkems, Blansingen, Welmlingen, Efringen, Kirchen, Egringen, Wollbach, Schallbach, Fischingen, Wittlingen, Rötteln, Hauingen, Eimeldingen und Märkt, Binzen und Rümmingen, Ötlingen, Haltingen, Tumringen, Weil, Grenzach, Brombach und Lörrach. Damit entsprach sie in etwa dem heutigen Kirchenbezirk Lörrach. Mit der Verlegung des Oberamts Rötteln 1689 nach Lörrach und spätestens seit der Zerstörung der Burg 1678 verlagerten sich auch die wichtigen Ämter und Institutionen in die Stadt. Auch die Röttler Landschule und der Sitz des Spezial der Diözese Rötteln wurden dorthin verlegt. Im Jahr 1749 waren von den 9418 Einwohnern der Diözese Rötteln 9081 Lutheraner, 219 Reformierte, 69 Juden und 49 Katholiken.
Mitte des 19. Jahrhunderts entfernte man im Rahmen von Renovierungsarbeiten die südliche Empore wieder. Im Laufe der Jahrhunderte verwahrloste die Kirche zusehends und bis auf Fenster, die man ersetzte, blieben Mauern und Dachstuhl unverändert, so dass Anfang des 20. Jahrhunderts die Kirche grundlegend renoviert und erweitert werden musste. In einem Bericht der Bauinspektion vom 12. Dezember 1895 heißt es dazu:

„Das Aussehen der Kirche ist ein sehr bescheidenes: Sockel, Gesimse, Dachvorsprünge und Dachkanäle sind nicht vorhanden … Die Fenster- und Türgestelle sind von verschiedenen Formen, die Fenster liegen in ungleichen Abständen voneinander …“

Röttler Kirche 1901 mit Emporen

Von 1901 bis 1903 kam es zu umfangreichen Erneuerungs- und Erweiterungsarbeiten. Die Kirche wurde nach Süden durch eine zweijochige kreuzgewölbte Halle mit 90 Sitzplätzen und einen Seitenturm mit Kegeldach erweitert. Die Orgelempore wurde entfernt und damit ein freier Blick auf das 1903 neu eingesetzte Glasfenster des Freiburger Künstlers Fritz Geiges ermöglicht. Anlässlich der Einweihung der renovierten und erweiterten Kirche in Rötteln stattete ihr Großherzog Friedrich I. von Baden im Oktober 1903 einen Besuch ab.
Im 20. Jahrhundert wurde die Kirche nach und nach modernisiert, alte Bausubstanzen wurden restauriert. 1912 ermöglichten Spenden der Gemeindemitglieder die Einrichtung einer elektrischen Beleuchtung sowie ein Jahr später die Installation einer Gasheizungsanlage mit sechs Öfen. 1915 erhielt die Kirche im Mittelschiff neue Ausziehsitze. Im Jahr 1920 wurde das mechanische Uhrwerk durch ein elektrisches ersetzt und seit 1930 werden die Läuteeinrichtung und das Orgelgebläse ebenfalls elektrisch betrieben.
1938 wurden die Außenwände der Kirche und des Turms neu verputzt und die Tür- und Fensterrahmen gereinigt. 1985 wurden ebenfalls Außenrenovierungen durchgeführt, die sehr umfassend waren und bei denen die Kirche mit einem leicht veränderten Farbton versehen wurde. Seit 1999 wird die Kirche von den Abendstunden bis in die Nacht angestrahlt. Von September 2004 bis Juni 2005 wurden weitere grundlegende Außen- und Innenrenovierungsarbeiten durchgeführt.

## Beschreibung

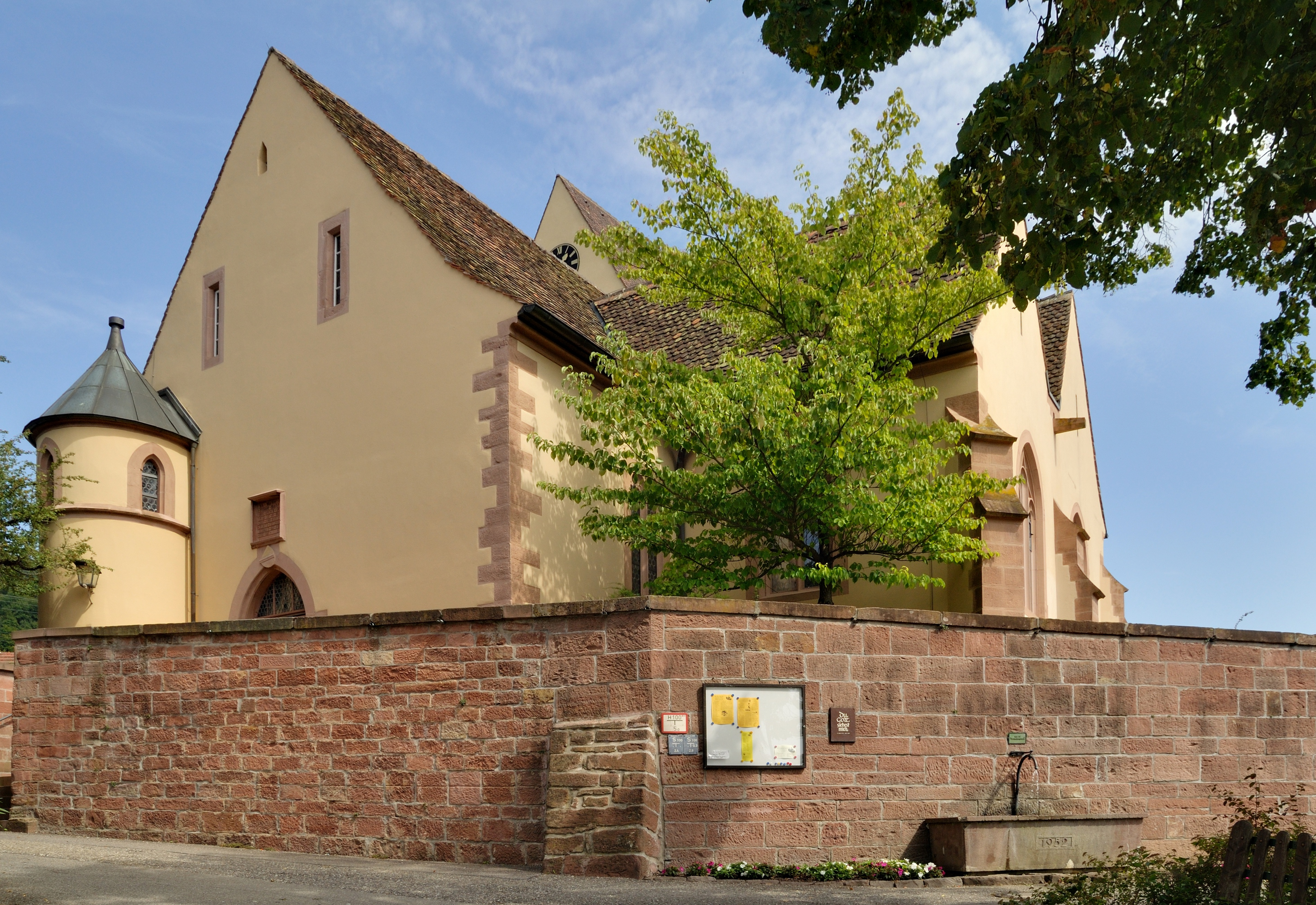
Kirche von Westen mit der sie umgebenden Ringmauer

### Lage
Die Röttler Kirche befindet sich auf 330 Meter ü. NN leicht erhöht über dem Lörracher Stadtgebiet, etwas zurückversetzt, an der Spitzkehre der Verbindungsstraße von Tumringen zur Autobahnanschlussstelle 4 Kandern der nahen A 98 auf dem kleinen Pass Lucke. Durch den exponierten Standort ist die nachts beleuchtete Kirche weithin sichtbar. Die zentrale gelegene Kirche bildet mit dem südlich Pfarrhaus und weiteren rund ein Dutzend Häusern die geschlossene und eigenständige Besiedlungseinheit Rötteln, die sich knapp außerhalb vom Besiedlungsgebiet Tumringens befindet. Südwestlich von Rötteln und auf der anderen Seite der Verbindungsstraße ist der Friedhof Tumringen gelegen.

### Das Kirchengebäude
Der Kirchenbau ist ein langgestreckter rechteckiger Raum ohne abgeteilten Chor. An der Nordostseite schließt sich ein Chorseitentürmchen mit einem Kegeldach an, im Osten die angebaute Grabkapelle. Ein Seitenschiff ist nach Süden ausgerichtet. Alle Baukörper einschließlich des Glockenturms haben Satteldächer. Der dreigeschossige Glockenturm an der Nordwestseite hat an allen vier Seiten bogenförmige Schallarkaden und an zwei Seiten eine Uhr. Die Kirche verfügt nur über wenige, teilweise schießschartenähnliche Fenster. Der gesamte Kirchenbau ist von einer Ringmauer umgeben, die bis 1868 die Friedhofsmauer war. Seitdem befindet sich der Friedhof außerhalb der Kirche in Richtung des Stadtteils Tumringen.

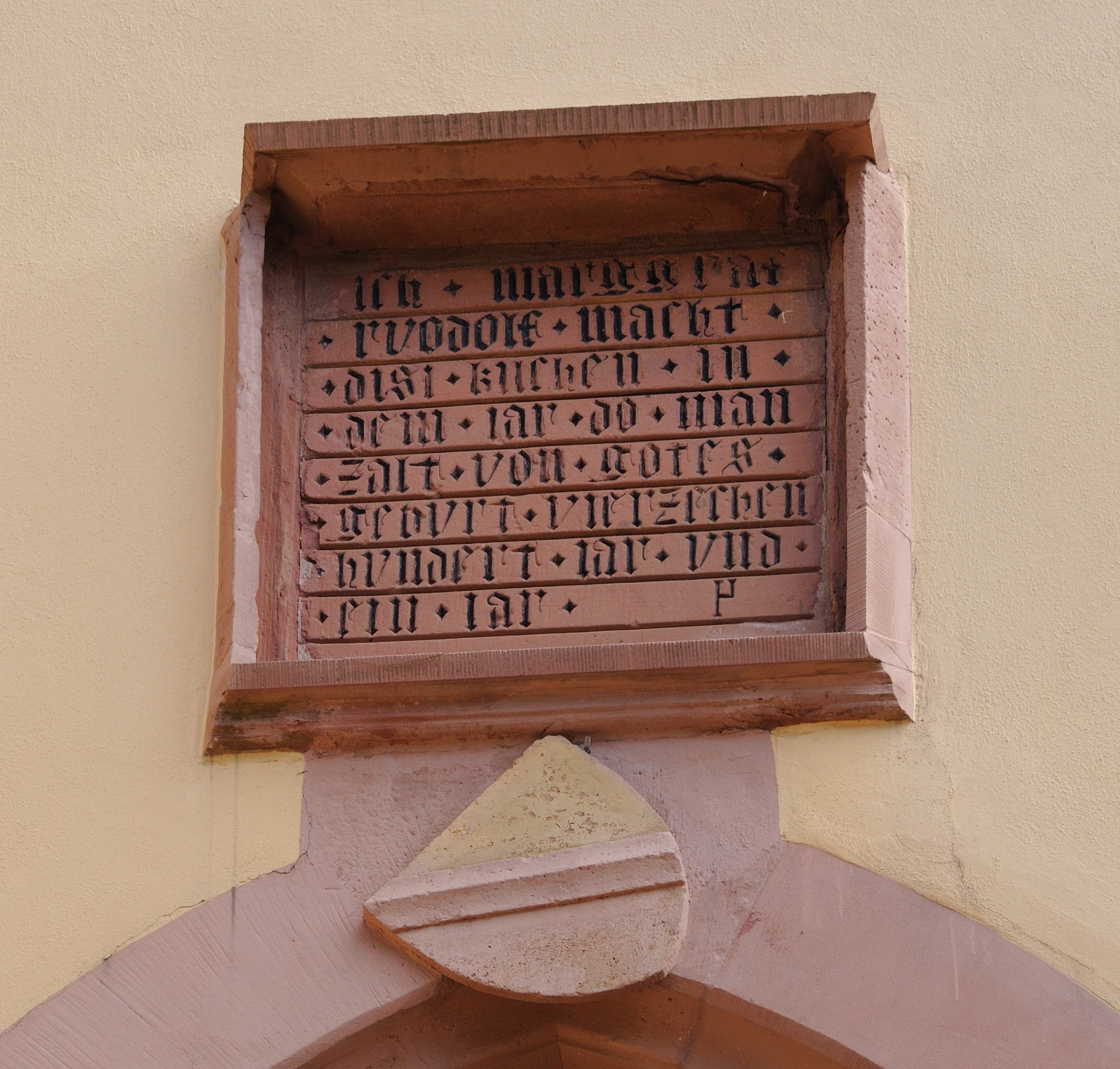
Inschrift der Stiftertafel von Rudolf III.

Über dem spätgotischen Eingangsportal erinnert die Inschrift

„ich markgrav

rudolf macht

disi Kilchen in

dem jar do man

zalt von gotes

geburt vierzechen

hundert jar und

ein jar“

an den Umbau durch den Markgrafen Rudolf III. An der Nordwand stehen Grabplatten und Epitaphe, die sich vor dem Umbau Anfang des 20. Jahrhunderts im Kircheninneren befanden.

### Turmuhr
Ein mechanisches Räderwerk trieb seit etwa 1600 rund 300 Jahre die Röttler Turmuhr an. Das Uhrwerk, das stündlich den Glockenschlag auslöste, musste mindestens einmal täglich aufgezogen werden. Selbst bei der Gründung der Wiesentalbahn im Jahr 1862 richteten sich die Fahrzeiten nach der Röttler Kirchturmuhr. 1920 wurde das Werk durch eine elektrische Uhr des Turmuhrenfabrikanten Benedikt Schneider aus Schonach im Schwarzwald ersetzt. Die zerlegte Uhr wurde zunächst in der Burgruine Rötteln gelagert und 1978 mit Eröffnung des Museums am Burghof – dem heutigen Dreiländermuseum – dort wieder angebracht.

### Innenraum und Ausstattung

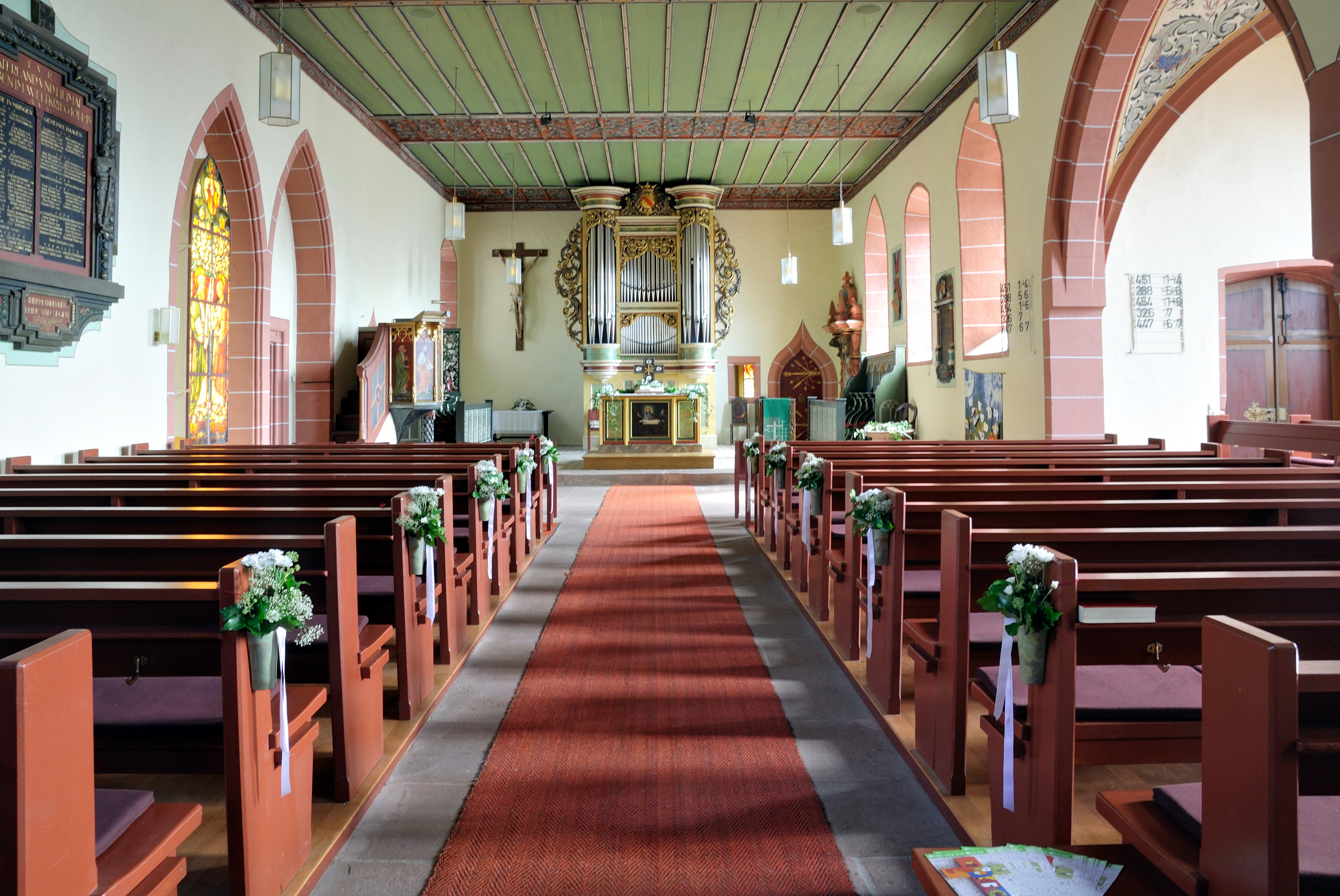
Langhaus

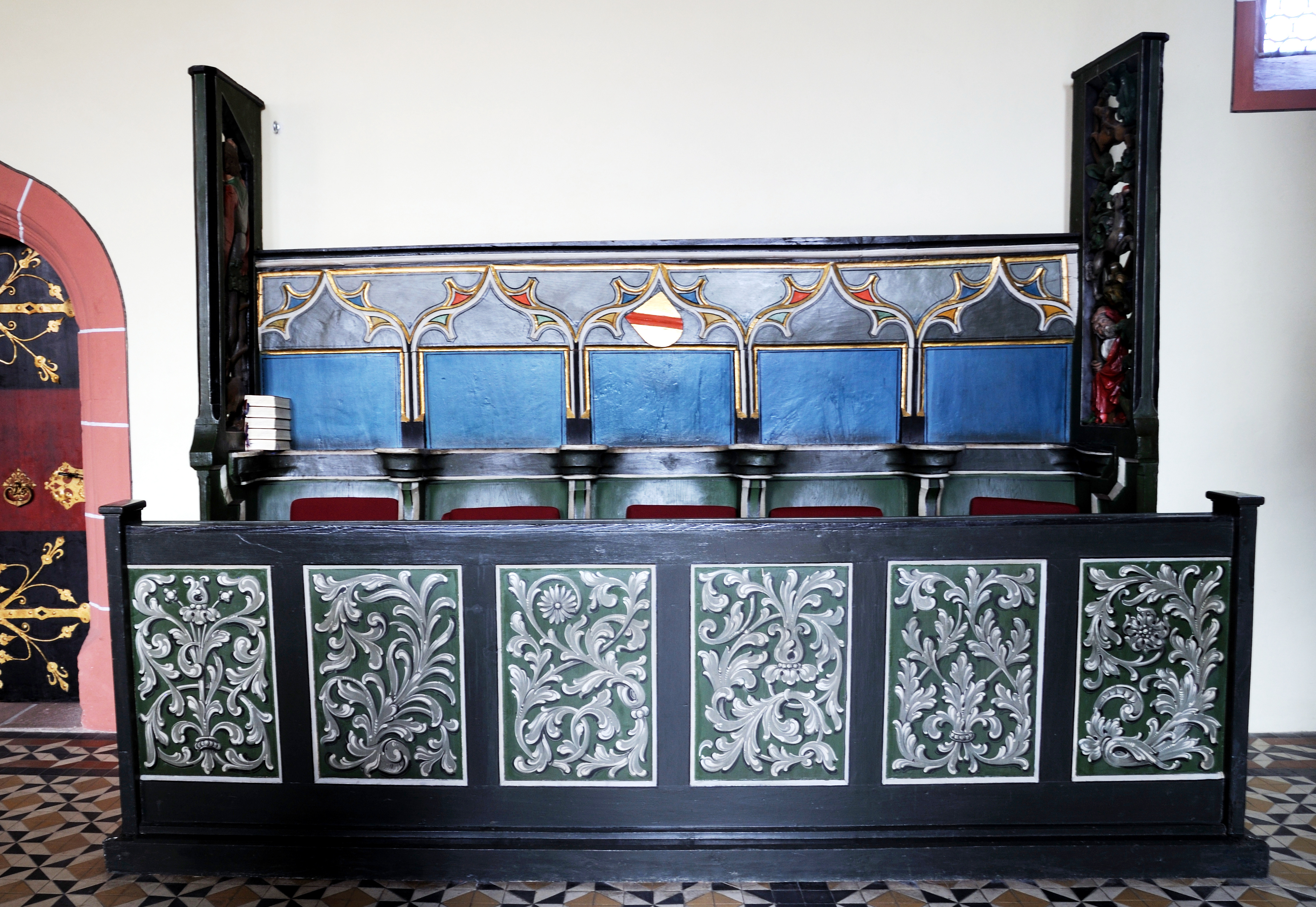
Chorgestühl

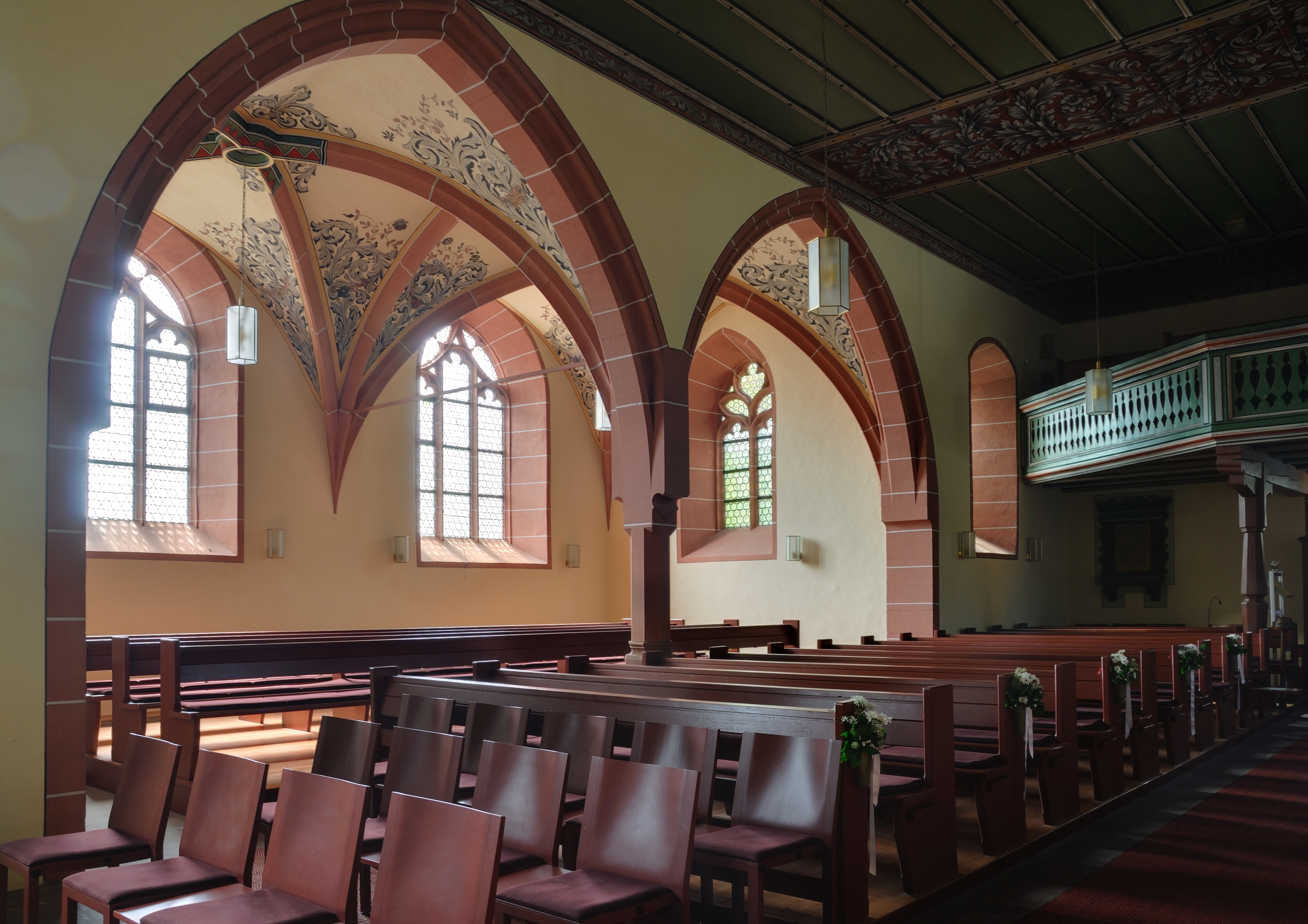
Seitenschiff als südlicher Anbau von 1903

#### Langhaus und Ausstattung
Im Saalbau der Röttler Kirche ist eine flache Decke eingezogen. Der rechteckige Raum ist Altar- und Gemeinderaum; es gibt keinen abgesetzten Chor. Gerade Chorabschlüsse sind selbst für größere Kirchen im südwestdeutschen Raum nichts Außergewöhnliches. Hinter der Orgel befindet sich ein zugemauertes Fenster. Die kleine Kirche, deren Ausstattung überwiegend aus Holz besteht, ist in ihrem Inneren seit dem Umbau 1903 sehr farbenfroh gestaltet. Dies stieß anfangs auf Ablehnung, wie ein Leserbrief eines Kirchgängers an das Oberbadische Volksblatt verdeutlicht. Die Treppentürme fand er orientalisch, die grelle Farbigkeit, die Verzierung an der schönen Holzdecke, das Entfernen der Orgel hinter dem Altar sei alles „unprotestantisch“ und „stilwidrig“, schrieb er am 18. Januar 1904. Der Architekt und Hochschullehrer Carl Schäfer hingegen bezeichnete die Kirche in Rötteln als „Juvel einer Dorfkirche, das eine Sehenswürdigkeit des Wiesentals ist“.
Direkt über dem Eingang ruht eine Empore mit trapezförmigem Grundriss auf einer von zwei Holzsäulen gestützten Balkenkonstruktion. Das Langhaus ist mit roten Holzbänken aus dem Jahr 1964 ausgestattet, die ersten drei Reihen sind einzeln bestuhlt. Der Altarbereich ist leicht erhöht, davor steht seit 1973 auf der rechten Seite ein Taufstein, auf der linken eine Kanzel aus Holz. Der Taufstein datiert aus der Zeit um das Jahr 1700, der Bildschmuck von 1980 stammt von Rudolf Scheurer.
Links und rechts des Altars steht das reich geschmückte Chorgestühl aus dem 15. Jahrhundert. Beide Gestühlreihen sind fünfsitzig und tragen das Wappen Hachberg-Sausenbergs. Nur das Gestühl auf der Kanzelseite hat aufwendige Holzschnitzfiguren auf seinen Abschlusswangen. Dargestellt sind der heilige Georg als Drachentöter und Jesse mit später eingefügtem Pferd und Hirsch anstelle von Maria mit Kind. Über dem Chorgestühl auf der Taufsteinseite ist ein Wappenschild der Linie Hachberg-Sausenberg mit Helmzier angebracht.
Die Kanzel ist über eine kleine Treppe erreichbar und hat ein goldfarbenes Lesepult. Der Korpus, mit Figuren und Ornamenten geschmückt, wurde von Kunstmaler Fey gestaltet. Die zum Langhaus zugewandte Seite deutet ein Achteck an mit den Evangelisten Markus und Matthäus und Jesus Christus; auf der Seite zum Chor sind die Evangelisten Lukas und Johannes mit Blumendekor dargestellt. Unter den Evangelisten stehen ihre Namen in kunstvoller Schrift.
Auch die Türen sind mit Darstellungen und Ornamenten verziert. Die Tür zur Sakristei zeigt Christus als Wandersmann und ist den Arbeiten von Fra Angelico nachempfunden. Die Tür zur Turmkapelle trägt Metallbeschläge in Form von goldfarbenen Blumenranken. Beide Türen haben einen kunstvollen Türklopfer.

#### Das Leuchterweibchen
Von 1903 bis 1978 schwebte im mittleren Kirchenraum eine an einem mit kleinen Beleuchtungskörpern besetzten Hirschgeweih befestigte Frauenfigur, die als Leuchterweibchen bezeichnet wurde.
Karl Seith kam zum Schluss es handele sich bei der Abbildung um Ursula Gräfin Truchsess von Waldenburg († 1484), eine Tochter des Markgrafen Wilhelm und dessen Ehefrau Elisabeth von Montfort-Bregenz, da die Figur sich auf dem Löwenwappen der Waldenburger abstützt. Er nimmt für die Figur eine Entstehungszeit Ende des 15. Jahrhunderts an. Schülin bezweifelt diese Annahme und weist darauf hin, dass in älteren Beschreibungen der Kirche das Lüsterweibchen nie erwähnt wurde. Er nimmt an, dass die Figur erst im Rahmen der Renovierung der Röttler Kirche 1901–1903 als Neuerwerbung oder Stiftung dort Einzug hielt. 1978 wurde die Figur aus der Kirche geraubt – der Fall wurde nie aufgeklärt.

### Orgel

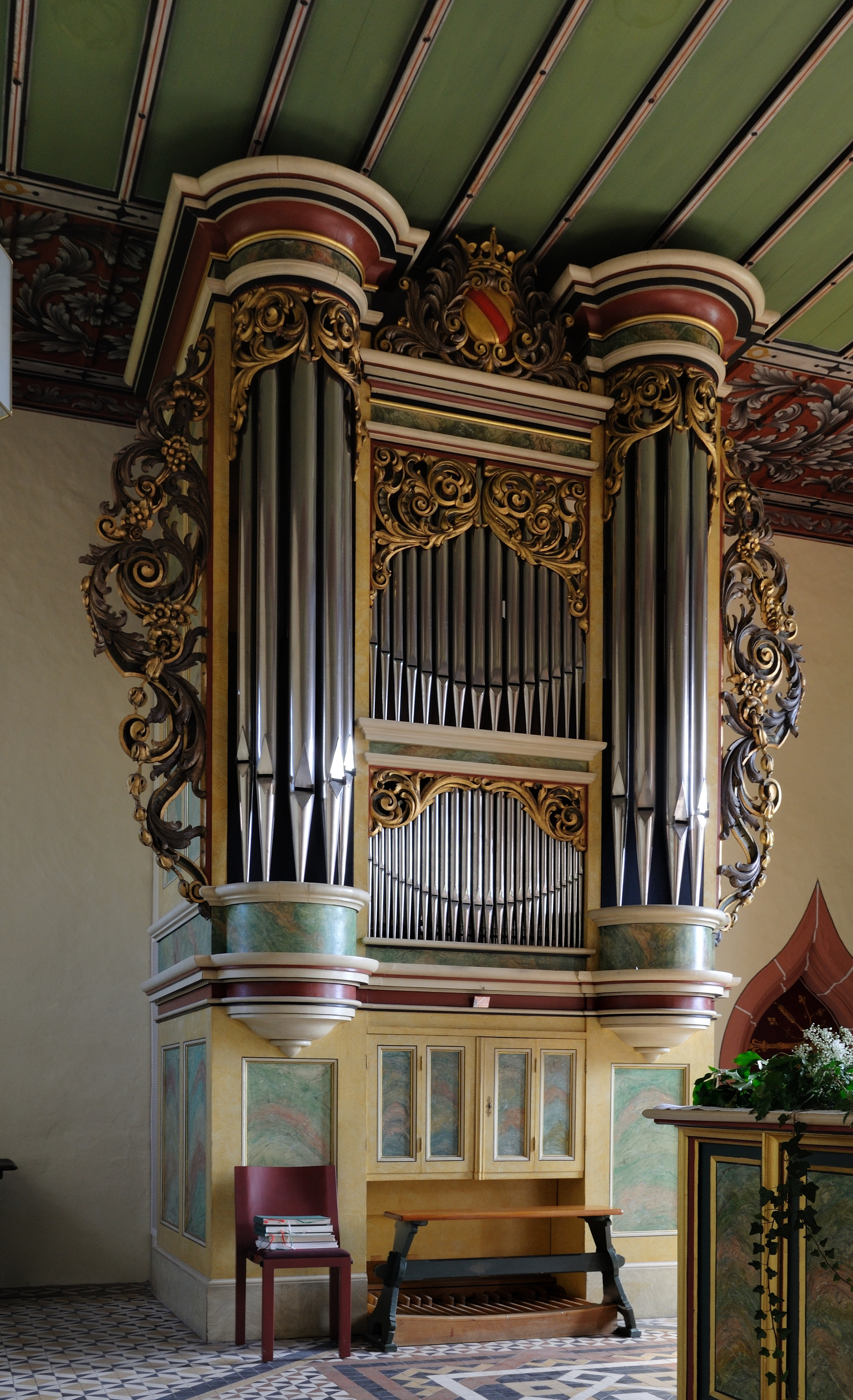
Orgel

Die erste Orgel erhielt die Röttler Kirche vermutlich vor 1678 auf Initiative von Johannes Gebhard, der von 1654 bis 1686 Pfarrer und Superintendent in Rötteln war. In Kriegszeiten wurde sie in der Hofkapelle des Märkischen Hofes in Basel in Sicherheit gebracht, wo sie einem Brand zum Opfer fiel. Die zweite, einmanualige Orgel mit acht Registern wurde 1742 mit Hilfe von Stiftungen angeschafft und stand auf einer Orgelempore im Altarraum. 1897 plante man im Zuge des anstehenden Umbaus eine neue Orgel mit zwei Manualen und zwölf Registern.
Die neue, dritte Orgel im neobarocken Gehäuse der Orgelwerkstätte Walcker wurde 1903 an der Nordseite des Chors aufgestellt. Sie stand im optischen Mittelpunkt und stellte damit das architektonische Gleichgewicht des Kircheninnenraums wieder her. Am ehemaligen Orgelstandort befindet sich das Chorgestühl gegenüber der anderen Chorbank. Im Jahr 1972 wurde die Orgel hinter den Altar an die Ostwand des Chors versetzt, von dem Orgelbauunternehmen Vier überarbeitet und am 6. Januar 1973 geweiht. Die Orgel hat seitdem zwei Manuale, Pedal und 19 Register. Die Erneuerung der Orgel wurde durch Spenden und Zuschüsse in Höhe von 40.000 Mark ermöglicht.
Die aktuelle Orgel hat folgende Disposition:
| Hauptwerk C–g3 |       |
| Prinzipal      | 8′    |
| Gedeckt        | 8′    |
| Oktave         | 4′    |
| Koppelflöte    | 4′    |
| Doublette      | 2′    |
| Cornett V      | ab f° |
| Mixtur IV      | 1 ⁄3′ |
| Krummhorn      | 8′    |

| Positiv C–g3   |       |
| Rohrflöte      | 8′    |
| Blockflöte     | 4′    |
| Sesquialter II | 2 ⁄3′ |
| Prinzipal      | 2′    |
| Sifflet        | 1′    |
| Zimbel III     | 1⁄2′  |
| Hautbois       | 4′    |
| Tremulant      |       |

| Pedal C–f1    |     |
| Subbass       | 16′ |
| Flötbass      | 08′ |
| Choralbass II | 04′ |
| Trompetbass   | 08′ |

### Glocken
Die älteste schriftliche Überlieferung für ein Glockengeläut in der Röttler Kirche geht auf das Jahr 1558 zurück, wo in einem Visitationsprotokoll vermerkte ist, dass der Küster morgens und abends zur Predigt läutet. Der Verbleib dieser Glocken ist nicht überliefert. Landschreiber Michael Praun berichtet im Juni 1678, dass die Franzosen aus dem Röttler Kirchturm eine Glocke „herabgebracht und zerbrochen“ hätten. Vermutlich als Ersatz dafür wurde die heute älteste Glocke im Geläut 1687 in Basel gegossen. Sie trägt die Inschrift

„Hans Heinrich Weitenauer goss mich in Basel 1687, von wo ich gekommen;
dieser Zeit regierender Herr der Durchlauchtigste Fürst Herr Friedrich Magnus, Markgraf zu Baden und Hachberg, Herr zu Rötteln“

sowie das Gebet

„O Höchster, laß gelingen,
Daß ich mit meim Klingen
In Dein Haus mög bringen
Viel Leut Dir zu lobsingen.“

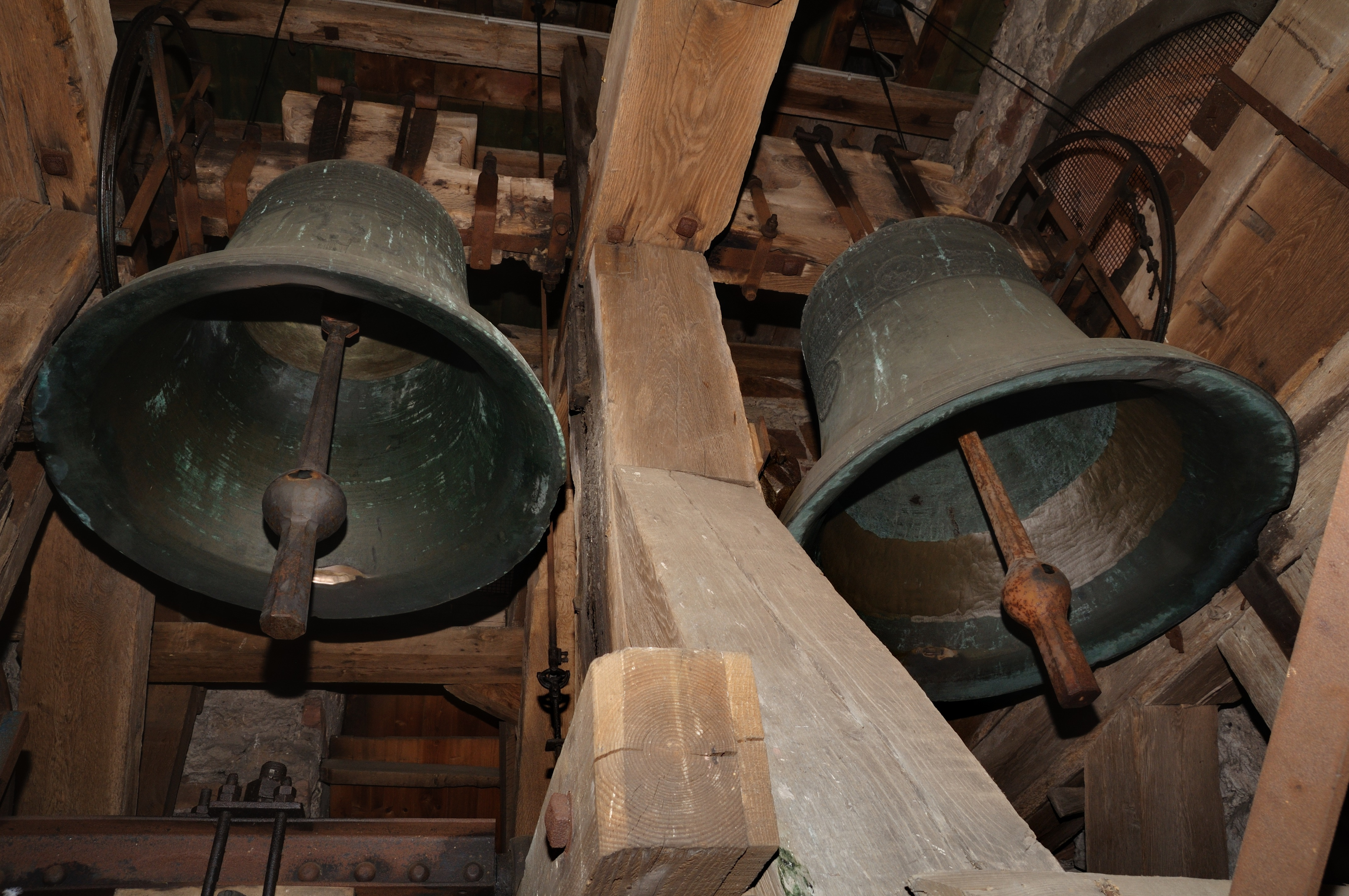
Große und Mittlere Glocke

Die mittlere Glocke soll ein Gelegenheitskauf von einer katholischen Kirche gewesen sein, nachdem eine Glocke beim Trauergeläut für Kaiser Leopold II. am 1. März 1792 zersprungen war. Sie trägt neben einer lateinischen Inschrift Reliefs einer bischöflichen Mütze, eine Maria mit Kind, eine Kreuzigungsszene mit trauernden Frauen und einen Bischof, der einen Stab und ein Herz in der Hand trägt. Daraus lässt sich schließen, dass die Glocke für eine katholische Kirche gegossen wurde und auch schon im Einsatz war.
Die jüngste Glocke ersetzte eine im Zweiten Weltkrieg abgegebene. Sie wurde am 11. Oktober 1953 geweiht – dem 50. Jahrestag der Weihe von der umgebauten Kirche.
Die Daten des dreistimmigen Geläutes der Röttler Kirche sind:
| Glocke | Name            | Nominal | Masse  | Durchmesser | 0Höhe0 | Gussjahr | Gießer                                    |
| ------ | --------------- | ------- | ------ | ----------- | ------ | -------- | ----------------------------------------- |
| 1      | Große Glocke    | e′      | 850 kg | 114 cm      | 92 cm  | 1687     | Hans Heinrich Weitenauer, Basel           |
| 2      | Mittlere Glocke | g′      | 600 kg | 98 cm       | 78 cm  | 1718     | I.(ean) B.(aptiste) Burel, Champigneulles |
| 3      | Kleine Glocke   | a′      |        |             |        | 1953     | Glockengießerei Bachert, Karlsruhe        |

## Röttler Kirche als Grabkirche
Als Grabstätte werden eine kleine Halle im Turmuntergeschoss und die durch Rudolf III. angebaute Kapelle südlich des Turms verwendet. Die Grabkapelle diente sowohl den Markgrafen von Hachberg als auch den Herren von Rötteln als Grabkirche; dies hat eine Öffnung der Gräber vom 1. bis 8. September 1783 bestätigt. Markgraf Karl Friedrich von Baden-Durlach veranlasste aufgrund seiner verwandtschaftlichen Verbindung zu Rudolf III. von Hachberg-Sausenberg bei einem Besuch der Kirche die Gräber zu öffnen, da die 17 Särge in der Gruft weder Jahreszahlen noch Namen aufwiesen.

### Grabkapelle und Grabstätte

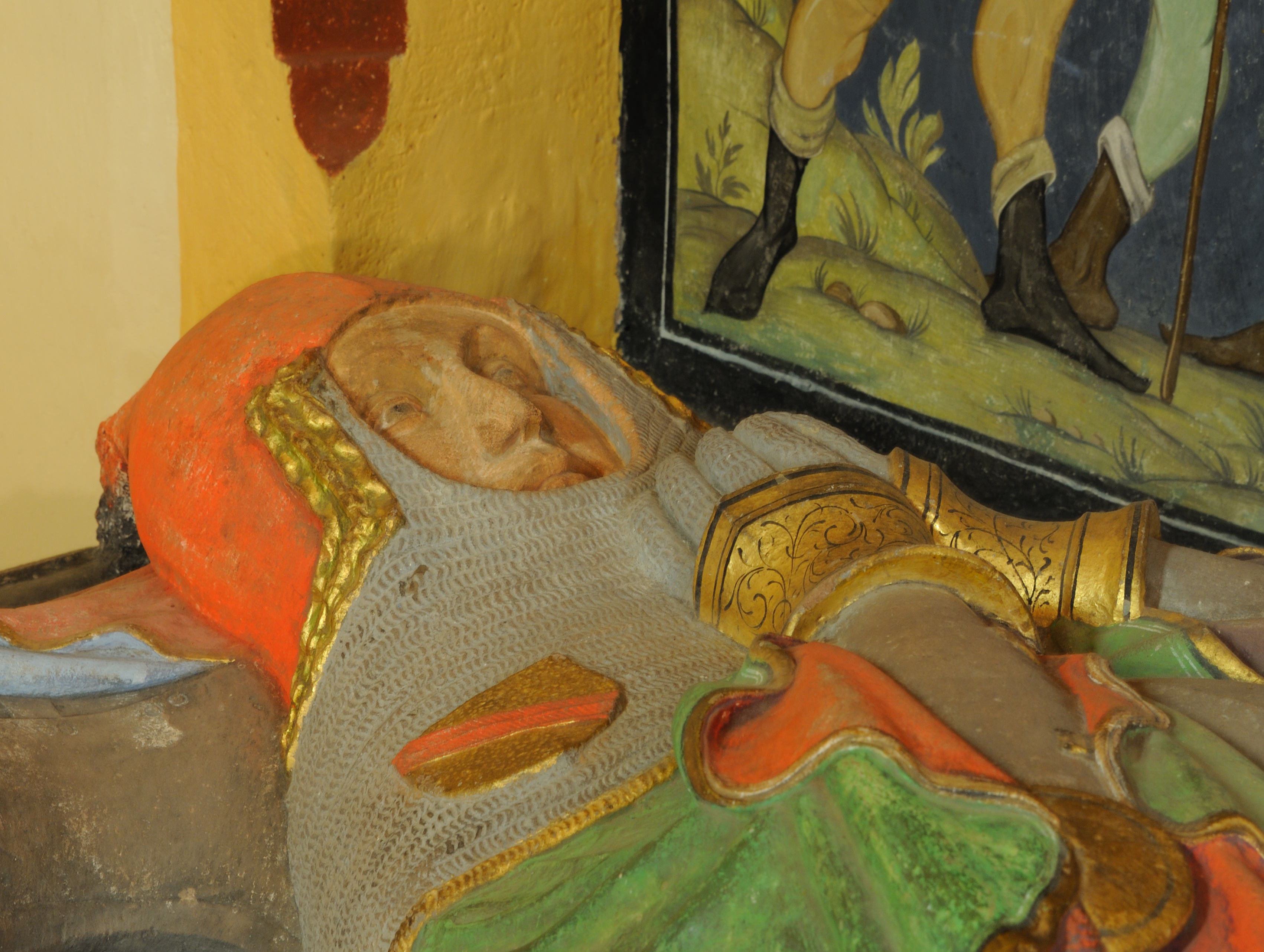
Grabmal des Markgrafen Rudolf III. von Hachberg-Sausenberg

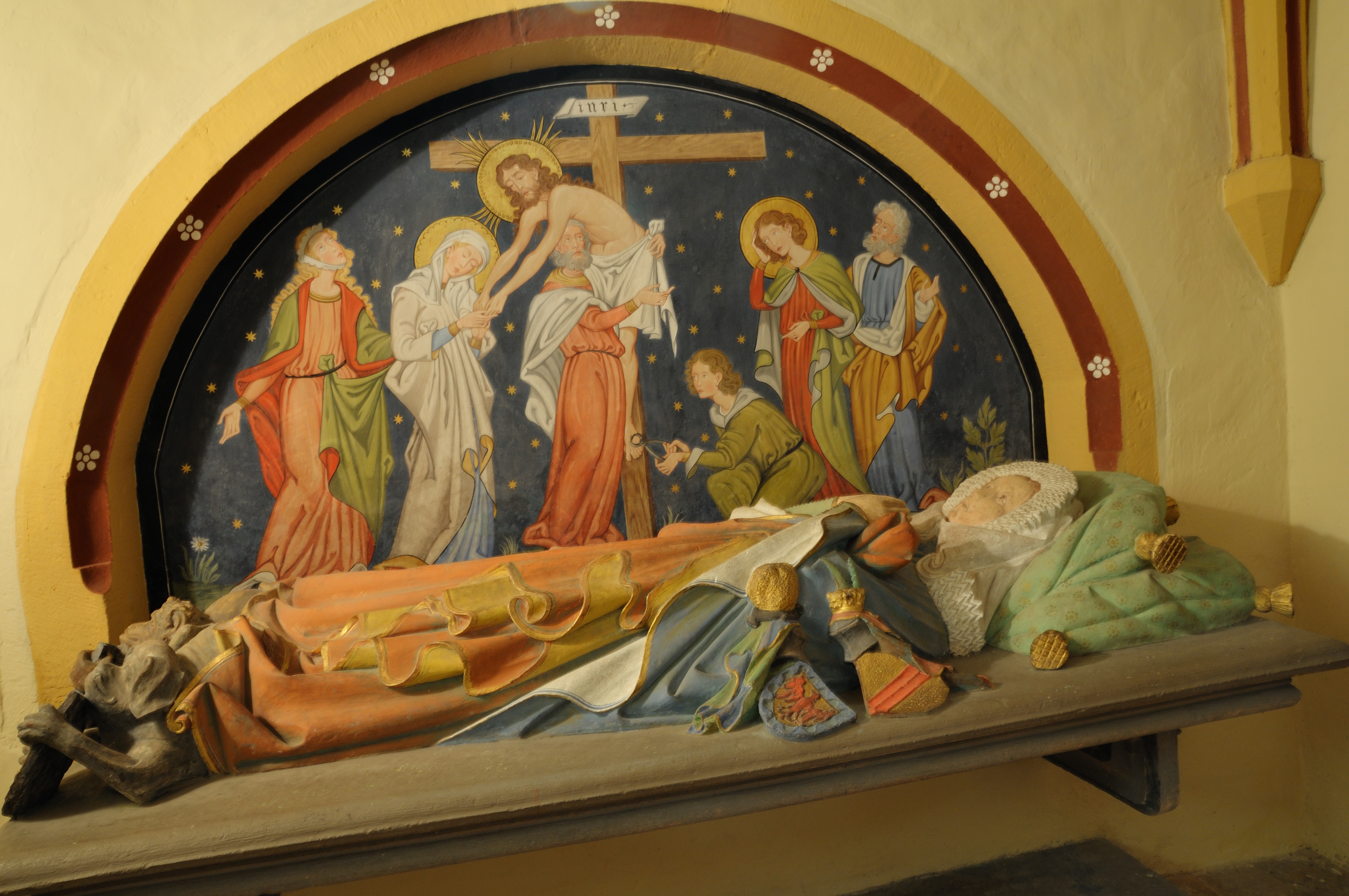
Grabmal der Gemahlin Rudolfs III., Anna

Die Turmhalle ist kreuzgewölbt und entsprechend ihrer Funktion als Kapelle mit einem gemauerten Altar und einer Nische für liturgische Geräte, einer Piscina und einer weiteren großen Nische wie für ein Heiliges Grab ausgestattet. Die Gewölberippen ruhen auf zwei Konsolen. Eine davon ist mit dem Hachbergwappen geschmückt, eine andere mit dem Wappen der Grafen von Thierstein und eine mit dem Röttler Wappen. 1903 wurde in der kleinen Turmhalle ein Taufbild angebracht, da man den Raum als Taufkapelle nutzen wollte. Da es aber der kälteste und dunkelste Teil der Kirche ist, verwarf man das Vorhaben. Taufen finden wieder im Kirchenraum statt.

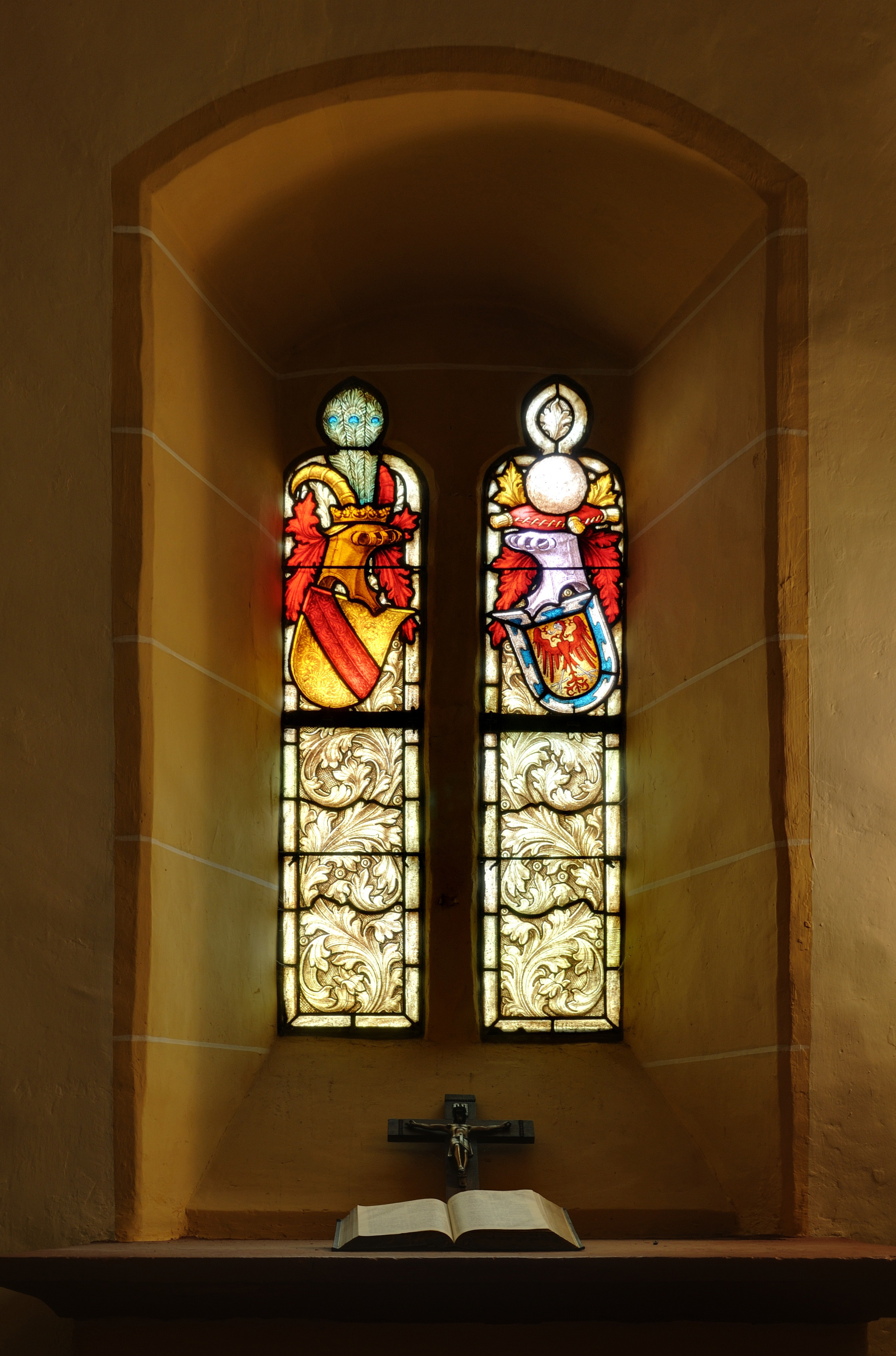
Das gotische Fenster in der Grabkapelle zeigt die Wappen Rudolfs und Annas

Die angebaute Kapelle mit seltenem Netzgewölbe ist vom Chor rechts über eine Türe erreichbar. Vor ihr steht zur Südseite hin ein barockes Grabmal des Christoph Daniel von Anwyl. Das auffällige Bildnis zeigt den Landvogt von Rötteln (1608–1620) in typischer Haarpracht und Rüstung des Dreißigjährigen Kriegs. In der Gruftkapelle, etwa einen Meter unterhalb des Kirchenniveaus, befindet sich links das Grab des Markgrafen Rudolf III., rechts das seiner Frau Anna. Oberhalb der Grabplatten stehen auf Konsolen ihre Epitaphe mit detailreicher Nachbildung der Gewandung und Bewaffnung. Der Künstler ist unbekannt; er wirkte allerdings auch am Bau des Basler Münsters mit. Die Bemalung und die Bilder in den Nischen stammen von 1903. Die stilistisch ähnliche Grabplatte eines Geistlichen wurde bei den Umbauarbeiten in die Turmhalle verlegt. Dort befinden sich drei Grabkammern mit Urnen der Hachberger Markgrafen.
Nach den Schilderungen des Landvogts Ernst Friedrich Leutrum von Ertingen wurden die Grabsteine bis zum ausgehenden Mittelalter über den Gräbern auf dem Boden eingelassen, erst vom 16. Jahrhundert an wurden die Epitaphe an der Wand angebracht. Die älteste Grabplatte der Herren von Rötteln mit Helmzier und Wappen an der Nordwand der Kirche geht auf Ende des 13. Jahrhunderts zurück und bedeckte vermutlich das Sammelgrab der Röttler Adelsfamilie. Weitere bemerkenswerte Grabmale sind das der Anna Maria Günter, der Ehefrau des Scharfrichters Heidenreich von 1668 sowie das Epitaph des Vogtes Johann Brödtlin von 1703.
Das Grabkreuz von Pfarrer Heinrich Karl Riehm (1827–1892) an der Fassade des Staffelgiebelhauses stammt als einziges noch vom alten Friedhof.

### Epitaphe

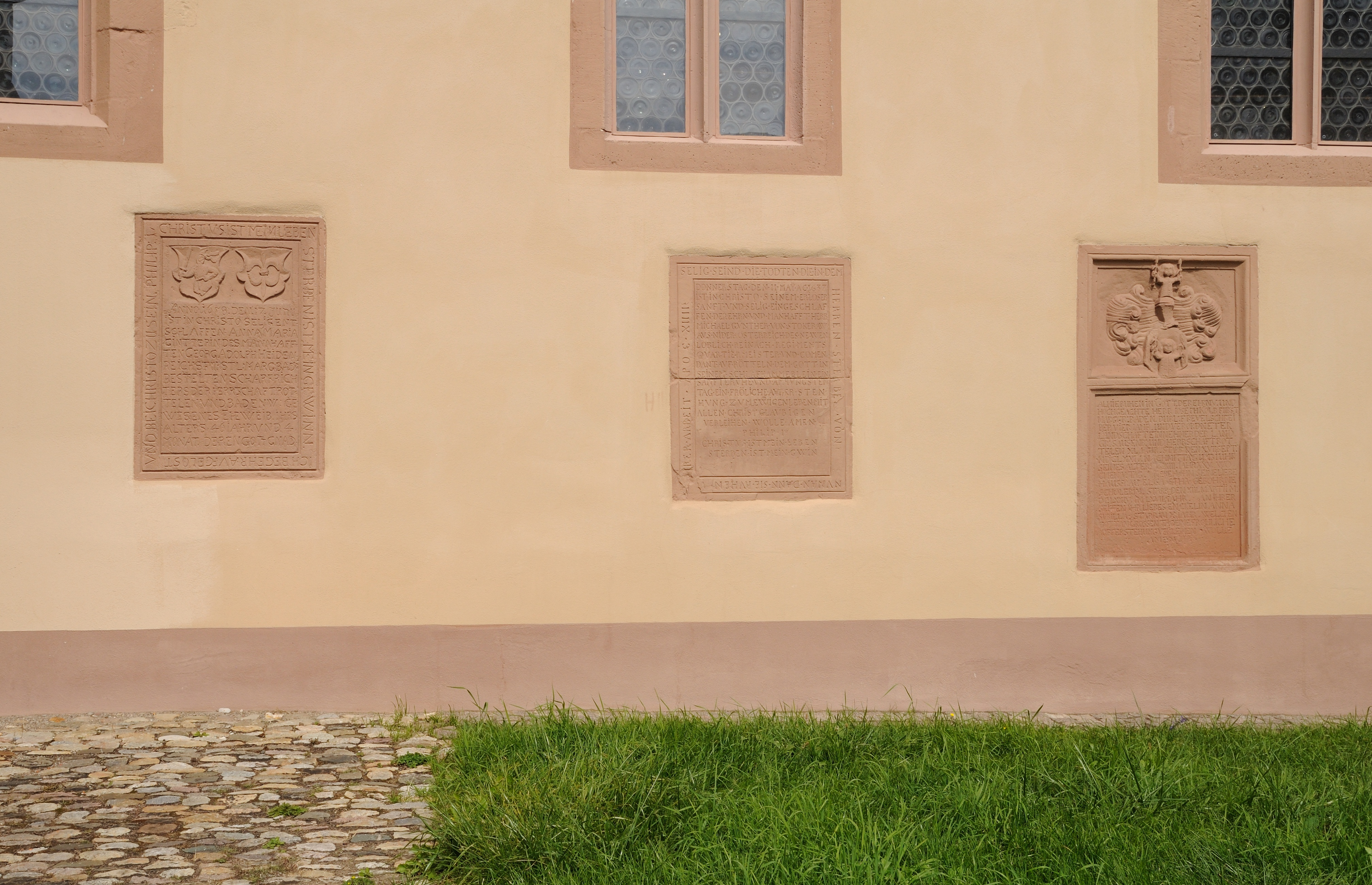
Südseite mit eingemauerten Grabplatten

Im Inneren der Kirchen befinden sich vier Epitaphe. An der Nordwand steht ein Grabmal für Pfarrer Johann Wilhelm Meyer († 7. Dezember 1710), an der Ostwand eines für die Tochter des Landvogtes Hans Albrecht von Anwil Eva von Anwil († 30. April 1608).
An der Südwand des Langhauses sind fünf Epitaphe angebracht. Sie erinnern von Westen nach Osten an Johann Brödtlin, Vogt von Haagen († 23. Februar 1645), Anna Maria Heidenreich, geb. Ginter(in) († 17. Juni 1654), den Regimentsquartiermeister Michael Günther von Stockeraw († 11. Mai 1637), den Frevelschreiber und Landschaftseinnehmer Joseph Kolb († 17. September 1674) und seine Frau Elisabeth Kolb, geb. Scholer(in) († 13. März 1674) sowie deren Enkelin Anna Sybilla und an Hans Michael Seiferlin († August 1635).
An der Nordwand stehen zwei Platten mit unleserlicher Inschrift, das Epitaph von Carol Ludwig Greis († 25. Februar 1551), dem Sohn des Landschreibers Johann Greis und ein weiterer nicht lesbarer Grabstein. Dort befindet sich auch die älteste und mit 2,90 Meter Länge, 1,27 Meter Breite und 24 Zentimeter Dicke größte Sandsteinplatte von Rötteln. Diese Platte ohne Inschrift trägt das Röttler Wappen und befand sich aufgrund ihrer Ausmaße vermutlich auf einem Familiengrab. Die historische Bedeutung liegt darin begründet, dass zur Röttler Familie auch drei Bischöfe von Basel gehörten: Walther I. (1213–1216), Lüthold II. (1238–1248) und Lüthold II. von Rötteln als Elekt von 1309 bis 1311.

## Rezeption in der bildenden Kunst

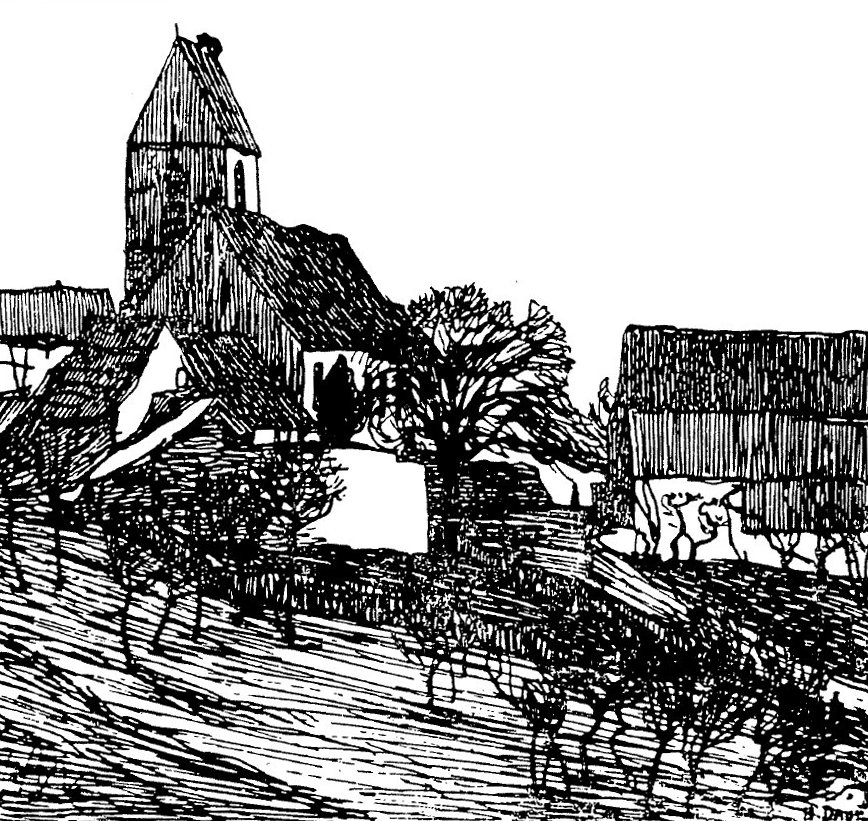
Röttler Kirche: Radierung von Hermann Daur (1900)

Die pittoreske und exponierte Lage der Kirche von Rötteln war Blickfang im vorderen Wiesental und dient seit Jahrhunderten Künstlern im Markgräflerland als Motiv für Illustrationen. Auch im Rahmen von Chroniken wurde sie häufig mit der Burg Rötteln dargestellt.
Die älteste bekannte Darstellung der Röttler Kirche ist auf einem Holzschnitt um 1500 von Johannes Stumpf zu finden. Auf dem Bild ist eine Ansicht Basels mit Blick in Richtung Schwarzwald zu sehen, dahinter erhebt sich der Tüllinger Berg mit der Ottilienkirche und rechts am Bildrand erkennt man die Röttler Kirche. Die Darstellung ist Teil der Schweizer Bilderchronik.
Zu den teilweise auch überregional bekannten Künstlern, welche die Röttler Kirche als Sujet verwendeten, gehören Gustav Wilhelm Friesenegger (1796–1859), Arthur Schanzlin (1902–1944), Hermann Daur, Hermann Burte und Max Eichin. Daur schuf diverse Radierungen der Kirche, aus denen um 1900 teilweise auch kolorierte Bildpostkarten entstanden. Eine Auswahl von Aquarellen, Ölbildern und anderen Darstellungen ist im Dreiländermuseum ausgestellt.

### Übersichtsbeiträge
- Franz Xaver Kraus: Die Kunstdenkmäler des Großherzogthums Baden. Fünfter Band – Kreis Lörrach. Tübingen und Leipzig 1901, S. 44–46. (online)
- Fritz Schülin; Gemeinde Haagen (Hrsg.): Rötteln-Haagen. 1965.
- Otto Wittmann et al.: Lörrach: Landschaft – Geschichte – Kultur. Hrsg. Stadt Lörrach, Lörrach 1983, ISBN 3-9800841-0-8, S. 604–608.
- Johannes Helm: Kirchen- und Kapellen im Markgräflerland. Müllheim/Baden 1989, ISBN 3-921709-16-4, S. 158–161.
- Albrecht Schlageter: Sankt Gallen Kirch zu Rötteln, in: Das Markgräflerland, Bd. 1, 1997 S. 127–140. (Digitalisat der UB Freiburg)
- Gerhard Moehring, Otto Wittmann, Ludwig Eisinger, Geschichtsverein Markgräflerland e. V. (Hrsg.): 1250 Jahre Röttler Kirche: 751–2001. Uehlin, Schopfheim 2001, ISBN 3-932738-17-9. (Digitalisat der UB Freiburg)
- Herbener, Rubsamen, Philipp, Grosspietsch: Kunst. Thermen. Wein. Entdeckungsreisen durch das Markgräflerland. Kunstverlag Josef Fink, 2006, ISBN 978-3-89870-273-7, S. 32–34.

### Einzelaspekte
- Karl Seith: Bericht über die Oeffnung der Fürstengräber in der Kirche zu Rötteln im Jahre 1783. In: Das Markgräflerland, Heft 4 (1931/32), S. 103–109. (Digitalisat der UB Freiburg)
- Grabsteine der Kirche von Rötteln. 1933. Sonderdruck aus dem Jahresbericht der Freiwilligen Basler Denkmalpflege.
- Erich Kaufmann: Die neue Orgel in Rötteln. In: Stadt Lörrach (Hrsg.): Unser Lörrach 1973, eine Grenzstadt im Spiegel der Zeit. Verlag Kropf und Herz, Lörrach 1972, S. 166–171.
- Annemarie Heimann-Schwarzweber: Eine Steinplastik des Meisters der Röttler Grabmäler, In: Das Markgräflerland, Heft 2/1986, S. 225–229 (Digitalisat der UB Freiburg)
- Adila Islamović: Neue Erkenntnisse zu den Grabdenkmälern Rudolfs III. von Hachberg-Sausenberg und Annas von Freiburg in der Röttler Kirche bei Lörrach. In: Das Markgräflerland, Band 2015, S. 132–150. (Digitalisat der UB Freiburg)